# Équipe cycliste Fagor (1966-1969)
Pour les autres équipes sponsorisées par Fagor, voir Équipe cycliste Fagor.
Fagor est une équipe cycliste professionnelle espagnole créée en 1966 et disparue à l'issue de la saison 1969. Elle participe au Tour de France en 1966 et en 1969. Lors de sa première participation, Luís Otaño remporte le 15e étape. Au Tour d'Italie 1968, José Antonio Momeñe remporte la 6e étape et Luis Pedro Santamarina la 20e étape. L'équipe se distingue beaucoup plus sur le Tour d'Espagne où elle engrange quinze victoires en quatre participations. En 1966, José María Errandonea remporte le contre-la-montre individuel de la 1re étape secteur b, Ramón Mendiburu la 2e secteur b, Luis Otaño la 10e secteur a, Domingo Perurena la 18e ; en 1967 Domingo Perurena remporte la 2e étape et Mariano Díaz la 11e ; en 1968 José María Errandonea remporte la 9e étape, Domingo Perurena la 10e, Luis Pedro Santamarina la 16e ; en 1969 Luis Ocaña remporte les contre-la-montre individuels des 1re étape secteur a, 16e étape et 18e étape secteur b, Domingo Perurena la 4e, José Manuel López Rodríguez la 9e, et Mariano Díaz la 15e.